# Grant Tambling
Grant Ernest John Tambling (Wondai, Queensland, 20 de junio de 1943-26 de enero de 2025) fue un político australiano. Fue el Administrador de la Isla Norfolk.

## Biografía
Nació y creció en Darwin, en el Territorio del Norte, y estudió tanto en Darwin como en Adelaida. Después de una temporada en el gobierno local del Consejo de la ciudad de Darwin, Tambling fue elegido el primer miembro de la Asamblea Legislativa del Territorio del Norte como miembro del Partido Liberal del País por varios años.
A pesar de su posición, Tambling fue derrotado en la elección de 1977 por la candidata del Partido Laborista Australiano Pam O'Neil, y comenzó su carrera en los negocios. Brevemente sirvió como miembro del electorado del Territorio del Norte en la Casa de Representantes de Australia de 1980 a 1983, pero nuevamente fue derrotado por un rival del PLA, John Reeves.
Después de cuatro años fuera del parlamento, Tambling fue una vez más electo, esta vez en el Senado Australiano en la elección de 1987. Estuvo catorce años en esa posición, seis de ellos como secretario del parlamento. Tambling subsecuentemente se retiró de la política, y después de trabajar dos años en una consultoría privada, fue escogido como Administrador de la isla Norfolk en enero de 2003.